# Тащев, Александр Кузьмич
Алекса́ндр Кузьми́ч Та́щев (род. 19 января 1926, Макушино, Уральская область) — доктор экономических наук, профессор, Заслуженный деятель науки и техники РСФСР, академик Академии инженерных наук РФ, Почётный профессор Южно-Уральского государственного университета.

## Биография
Александр Кузьмич Тащев родился 19 января 1926 года в селе Макушино Макушинского сельсовета Макушинского района Курганского округа Уральской области РСФСР, ныне город — административный центр Макушинского муниципального округа Курганской области.
Трудовую деятельность начал в 1942 году учеником бухгалтера Макушинского отделения Госбанка. В 1943 году окончил восемь классов школы и переехал в город Челябинск. До сентября 1946 года работал техником ОГТ на Кировском заводе, на заводе была бронь и на фронт не был призван. За это время окончил девятый класс заочной школы и десятый класс школы рабочей молодёжи № 5.
В 1951 году окончил с отличием Челябинский механико-машиностроительный институт — инженер-механик. После окончания института — лаборант на кафедре металловедения, затем в 1952—1955 учился в аспирантуре, в 1958 защитил кандидатскую диссертацию, в 1973 — докторскую. С 1956 по 1958 год — зам. декана механико-технологического факультета, с 1958 по 1963 год — декан механико-технологического факультета. С 1959 году — доцент кафедры экономики промышленности и организации производства. С 1962 года заведовал кафедрой экономики машиностроения.
С 1963 по 1988 годы Тащев был проректором ЧПИ по учебной работе. Вместе с ректором Виталием Васильевичем Мельниковым Александр Кузьмич выводил институт из провинциальных в число вузов государственного значения. По его инициативе внедрялись активные методы обучения: деловые игры, телевизионные аудитории, общественно-политические практики, применение микропроцессоров. Позаимствовать опыт активных методов обучения в Челябинск приезжали делегации со всего Советского Союза. В 1967 году как один из лучших лекторов направлен Правлением Всесоюзного общества «Знание» в командировку в Англию для чтения лекций о высшем образовании в СССР.
В 1988 году подал заявление об отставке и стал профессором кафедры «Экономика и финансы».
В 1991 году организовал и до 1999 года возглавлял факультет экономики и управления.
Научная деятельность посвящена проблемам повышения эффективности использования производственных ресурсов на предприятиях машиностроения. Автор нескольких монографий, свыше 150 научных и научно-методических публикаций.
В 2017 году закончил преподавательскую деятельность.

## Награды
- Орден Трудового Красного Знамени, 1967
- Медаль «За доблестный труд в Великой Отечественной войне 1941—1945 гг.»
- Медаль «Ветеран труда»
- юбилейные медали.
- Звание «Академик Академии инженерных наук Российской Федерации»
- «Заслуженный деятель науки и техники РСФСР», 1980
- «Почётный профессор университета», Ученый Советом ЮУрГу, 1977
- Многократный участник ВДНХ СССР, награждён двумя серебряными и двумя бронзовыми медалями ВДНХ, почётным дипломом ВДНХ.

## Семья
- Жена Валентина Николаевна, работала на кафедре высшей математики в Челябинском политехническом институте с 1963 по 1977 год.
  - Дочь Вера Кувшинова, выпускница кафедры «Технология машиностроения» Механико-технологического факультета ЮУрГУ, на котором с 1976 года работала в должности ассистента, а затем старшего преподавателя. Её муж Михаил Сергеевич Кувшинов, профессор кафедры «Экономика и финансы» ЮУрГУ[7].